# Keskimmäinen Kontioluoma
Keskimmäinen Kontioluoma, Ylimmäinen Kontioluoma och Alimmainen Kontioluoma, eller Kontioluomat är sjöar i Finland. De ligger i kommunen Kuusamo i landskapet Norra Österbotten, i den nordöstra delen av landet, 600 km norr om huvudstaden Helsingfors. Keskimmäinen Kontioluoma ligger 264 meter över havet. Arean är 27,9 hektar och strandlinjen är 2,78 kilometer lång. Sjön  ingår i Ijo älvs huvudavrinningsområde. 